# 三菱・6A1型エンジン
三菱・6A1型エンジンは、三菱自動車工業（以下三菱自工）が開発し、1991年12月から2009年12月まで製造したV型6気筒ガソリンエンジンの系列であり、中でも1.6Lの6A10は世界（業界）最小のV型6気筒エンジンの一つとしても知られる。シリンダーブロックは鋳物鋳鉄製、排気量は1.6Lから2.5Lまであり、排気量に応じて様々なシリンダーヘッドが組み合わされ、出力の強化が図られている。本機種の登場後も、3.0L以上のV6エンジンは引き続き6G7型が搭載されていた。
2023年現在では三菱自工の現行の自製車両には搭載されていないほか、かつて三菱自工と提携していたマレーシアのプロトンへのOEM供給が2009年12月まで行われていた。

## 6A10
- 排気量 — 1,597 cc
- ボア — 73.0 mm
- ストローク — 63.6 mm

### DOHC
- エンジン形式 — V型6気筒 DOHC 24バルブ（吸気2、排気2）
- 圧縮比 — 10.0:1
- 燃料装置 — ECI multi
- 最大出力 — 103 kW (140 PS; 138 hp) at 7,000 rpm
- 最大トルク — 147 N·m (108 lb·ft) at 4,500 rpm

#### 搭載車種
- 1992–94 三菱・ミラージュ6
- 1992–98 三菱・ランサー6

## 6A11
- 排気量 — 1,829 cc
- ボア — 75.0 mm
- ストローク — 69.0 mm

### SOHC

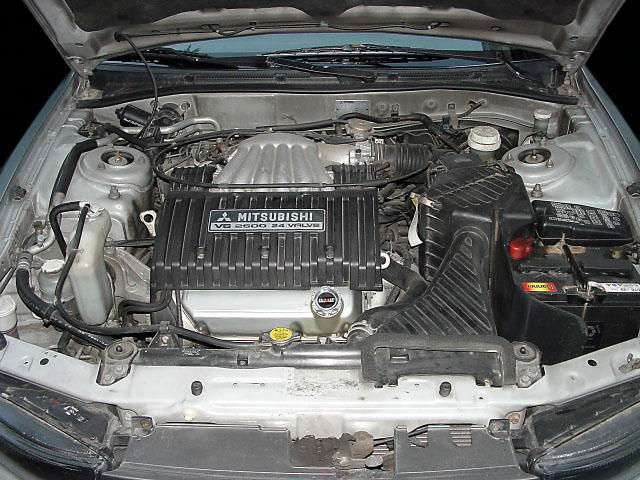
EA5A型三菱・ギャランの6A13 SOHC 24バルブエンジン

- エンジン形式 — V型6気筒 SOHC 24バルブ（吸気2、排気2）
- 圧縮比 — 9.5:1
- 燃料装置 — ECI multi
- 最大出力 — 100 kW (136 PS; 134 hp) at 6,000 rpm
- 最大トルク — 167 N·m (123 lb·ft) at 4,500 rpm

#### 搭載車種
- 1992–96 三菱・ギャラン/エテルナ/エメロード
- 1995–98 三菱・ミラージュ
- 1995–98 三菱・ランサー

## 6A12
- 排気量 — 1,998 cc
- ボア — 78.4 mm
- ストローク — 69.0 mm

### SOHC
- エンジン形式 — V型6気筒 SOHC 24バルブ（吸気2、排気2）
- 圧縮比 — 9.5:1, 10.0:1 , 10.4:1
- 燃料装置 — ECI multi
- 最大出力 — 107–110 kW (145–150 PS; 143–148 hp) at 6,000–6,750 rpm
- 最大トルク — 179–181 N·m (132–133 lb·ft) at 4,000–4,500 rpm

#### 搭載車種
- 1992–96 三菱・ギャラン/エテルナ/エメロード
- 1992–94 三菱・ディアマンテ
- 1992–96 三菱・シグマ
- 1996–97 三菱・レグナム

### DOHC & sports ECU
- エンジン形式 — V型6気筒 DOHC 24バルブ（吸気2、排気2）
- 圧縮比 — 10.0:1
- 燃料装置 — ECI multi
- 最大出力 (1994-1996) — 127–132 kW (173–179 PS; 170–177 hp) at 7,000 rpm
- 最大トルク — 191 N·m (141 lb·ft) at 4,000 rpm

#### 搭載車種
- 1994–2000 三菱・FTO
- 1992–96 三菱・ギャラン/エテルナ/エメロード
- 1999-現在 プロトン・ペルダナ
- 2005-現在 プロトン・ワジャ チャンセラー

### DOHC & MIVEC

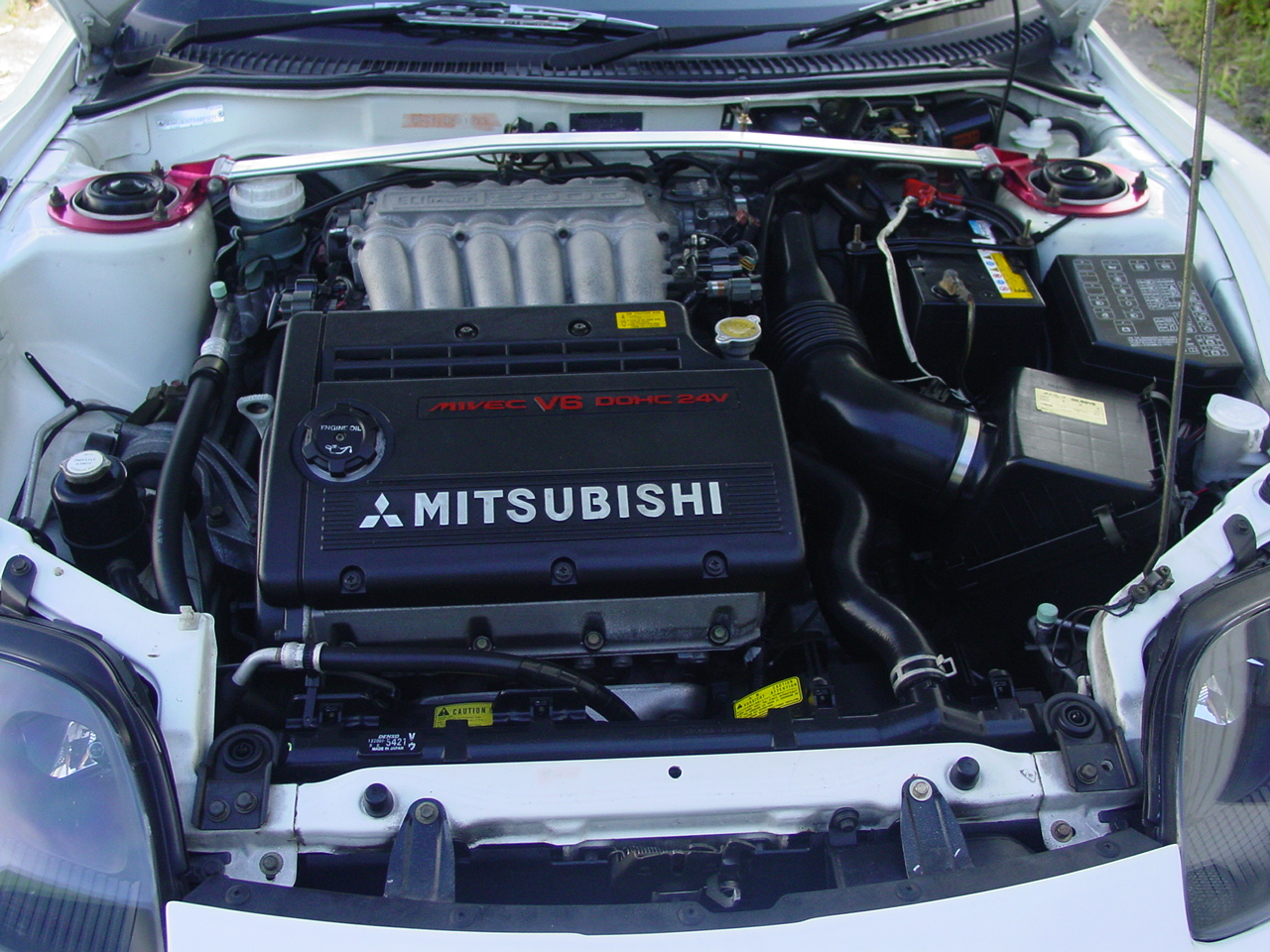
1997年式三菱・FTO GPバージョンRの6A12 24バルブMIVEC仕様エンジン

- エンジン形式 — V型6気筒 DOHC 24バルブ（吸気2、排気2） MIVEC
- 圧縮比 — 10.0:1
- 燃料装置 — ECI multi
- 最大出力 — 147 kW (200 PS; 197 hp) at 7,500 rpm
- 最大トルク — 200 N·m (148 lb·ft) at 6,500 rpm

#### 搭載車種
- 1994–2000 三菱・FTO
- 1993–1996 三菱・ギャラン
- 1997–2002 三菱・ギャラン（海外仕様のみ）

### DOHC ツインターボ
- エンジン形式 — V型6気筒 DOHC 24バルブ（吸気2、排気2）
- 圧縮比 — 8.5:1
- 燃料装置 — ECI multi
- 最大出力 — 158–177 kW (215–240 PS; 212–237 hp) at 6,000 rpm
- 最大トルク — 309 N·m (228 lb·ft) at 4,000 rpm

#### 搭載車種
- 1992–96 三菱・ギャラン VR-4
- 1992–96 三菱・エテルナ XX-4/GT
- 1994–96 三菱・ギャランスポーツ GT

## 6A13
- 排気量 — 2,498 cc
- ボア — 81.0 mm
- ストローク — 80.8 mm

### SOHC
- エンジン形式 — V型6気筒 SOHC 24バルブ（吸気2、排気2）
- 圧縮比 — 9.0, 9.5:1
- 燃料装置 — ECI multi
- 最大出力 — 120–129 kW (163–175 PS; 161–173 hp) at 5,750 rpm
- 最大トルク — 223–230 N·m (164–170 lb·ft) at 4,500 rpm

#### 搭載車種
- 1996–2003 三菱・ギャラン（海外仕様のみ）
- 1996–2002 三菱・レグナム
- 2002 三菱・ディアマンテ

### DOHC ツインターボ
- エンジン形式 — V型6気筒 DOHC 24バルブ（吸気2、排気2）
- 圧縮比 — 8.5:1
- 燃料装置 — ECI multi
- 最大出力 — 191–206 kW (260–280 PS; 256–276 hp) at 5,500 rpm
- 最大トルク — 343–363 N·m (251–268 lb·ft) at 4,000 rpm

#### 搭載車種
- 1996–2002 三菱・ギャラン VR-4
- 1996–2002 三菱・レグナム VR-4

## 参考資料
- "Engine Epic Part 8 - Mitsubishi Engines", Michael Knowling, Autospeed, issue 48, 21 September, 1999